# Campeonato Sul-Americano de Futsal Feminino de 2009
O Campeonato Sul-Americano de Futsal Feminino de 2009 foi a 3ª edição do Campeonato Sul-Americano de Futsal Feminino, que se realiza a cada dois anos. Realizou-se em Campinas, Brasil, entre os dias 3 e 7 de setembro de 2009 no Ginásio da Unicamp.
O campeão da competição foi o Brasil que venceu a Colômbia na final por 7 a 1.

## Fase inicial

### Grupo A
| Pos | Seleções  | Pts | J | V | E | D | GP | GC | SG  |
| --- | --------- | --- | - | - | - | - | -- | -- | --- |
| 1º  | Brasil    | 6   | 2 | 2 | 0 | 0 | 21 | 1  | +20 |
| 2º  | Venezuela | 3   | 2 | 1 | 0 | 1 | 6  | 15 | -9  |
| 3º  | Argentina | 0   | 2 | 0 | 0 | 2 | 2  | 13 | -11 |

### Grupo B
| Pos | Seleções | Pts | J | V | E | D | GP | GC | SG  |
| --- | -------- | --- | - | - | - | - | -- | -- | --- |
| 1º  | Colômbia | 9   | 3 | 3 | 0 | 0 | 29 | 3  | +26 |
| 2º  | Peru     | 6   | 3 | 2 | 0 | 1 | 8  | 14 | -6  |
| 3º  | Bolívia  | 3   | 3 | 1 | 0 | 2 | 5  | 19 | -14 |
| 4º  | Uruguai  | 0   | 3 | 0 | 0 | 3 | 5  | 11 | -16 |

## Fase final
|  | Semifinais            | Semifinais            |   |                       | Final                 | Final |  |
|  |                       |                       |   |                       |                       |       |  |
|  | 6 de setembro de 2009 |                       |   |                       |                       |       |  |
|  | Brasil                | 11                    |   |                       |                       |       |  |
|  | Peru                  | 0                     |   |                       |                       |       |  |
|  |                       |                       |   |                       |                       |       |  |
|  |                       |                       |   |                       | 7 de setembro de 2009 |       |  |
|  |                       |                       |   |                       | Brasil                | 7     |  |
|  |                       | Colômbia              | 1 |                       |                       |       |  |
|  |                       |                       |   |                       |                       |       |  |
|  |                       |                       |   |                       |                       |       |  |
|  |                       |                       |   |                       | 3º e 4º Lugar         |       |  |
|  | 6 de setembro de 2009 | 6 de setembro de 2009 |   | 7 de setembro de 2009 | 7 de setembro de 2009 |       |  |
|  | Colômbia              | 4                     |   | Peru                  | 2                     |       |  |
|  | Venezuela             | 3                     |   |                       | Venezuela             | 6     |  |

## Classificação Final
| Pos | País      |
| --- | --------- |
|     | Brasil    |
|     | Colômbia  |
|     | Venezuela |
| 4   | Peru      |
| 5   | Bolívia   |
| 6   | Argentina |
| 7   | Uruguai   |

## Premiação
| Vencedor         |
| Brasil           |
| ---------------- |
| BRASIL 3º título |

Os seguintes prêmios foram designados no torneio:
| Artilheira | Fair Play | Melhor jogadora |
| ---------- | --------- | --------------- |
| Lucicléia  | Brasil    | Naila           |

## Artilharia
| 11 gols (1) - Luciléia 9 gols (1) - Diana 7 gols (1) - Juliana Delgado 6 gols (2) - Paula - Daniela 5 gols (2) - Naila - Peraza 4 gols (3) - Cátia - Jessika - Valera | 3 gols (7) - Fabi - Rojas - Taty - Adriana - Jhanet - Valeria - Natalia 2 gols (9) - Lissete - Galvan - Cintis - Mariana - Diana - Neguinha - Nayre - Mariana Gonzales - Luiz Adriana | 1 gol (14) - Irina - Marisa - Shirley - Virginia - Pedase - Cilene - Liliana - Jessiquinha - Belen - Luzdana - Tierri - Correa - Adriana D - Ana |